# 夏洛特·莉莉
夏洛特·玲玲（シャーロット・リンリン）是日本動漫作品《ONE PIECE》中的人物。外號「BIG·MOM」（ビッグ・マム）、萬國女王，為BIG MOM海賊團的船長，同時也是原「四皇」中唯一的女性，亦是目前公布賞金最高的女性。在和之國篇結尾，與「百獸」海道一同被打倒而掉入岩漿中生死未卜。

## 設計
- 姓氏 Charlotte是取自夏綠蒂王后，來源自法語，意思是“自由人”。夏洛特是一個優雅的皇室名字，對許多父母來說，這個名字吸引他們之處在於，它非常“女性化、成熟、理性而充滿活力”。
- 角色設定來自格林童話的糖果屋裡的巫婆、兒童文學的愛麗絲夢遊仙境的紅心皇后（英语：Queen of Hearts (Alice's Adventures in Wonderland)）及神隱少女的湯婆婆。
- BIG MOM這個外號源於歐美喜劇電影《絕地奶霸》。
- 孕育整個夏洛特家族、萬國的設計來自蜂后和蟻后。

## 人物
身穿粉紅色點點的一件式洋裝，特徵是比一般人還要龐大好幾倍的體型，粉紅色長捲髮，經常血絲暴露的雙眼，抹著濃密口紅、不時有唾液滴落的大嘴，所流出的唾液還會瞬間蒸發。雖然在幼年和老年時屬於身廣體胖的身材，但在年輕時（24歲-28歲）容貌出乎意料的艷麗，而在48歲時容貌則變得剛稜強悍。說話第一人稱為「老娘」，獨特笑聲是「媽媽媽媽」。其稱號於「頂點戰爭」剛完結後首次由「船長」尤斯塔斯·基德提及，而名字則是在第二部故事中由帕克首次說出。子女部下們皆以「媽媽」來稱呼她。曾經同個海賊團的四皇「百獸」海道則直接稱呼其名或在其背後叫她「老太婆」。
BIG MOM的身體是幾近刀槍不入、被形容作「鋼鐵汽球」。其實力非常可怕，被稱為「天生破壞王」，擁有比巨人族還強的怪力，能在五歲時輕易揮掌將熊打死；在她的「貪吃症」發作時，曾將艾爾帕布的巨人族長老「瀑鬍子」尤爾爾擊殺，因此被巨人族稱為「邪神」，遭受全族的厭惡。唯獨對於恩人卡爾梅露修女異常重視，只要碰倒或損毀卡爾梅露修女的照片，她就會陷入崩潰和憤怒瘋狂的狀態，釋放出結合「霸王色霸氣」的吼聲，令任何耳聞吼聲週遭人承受不了其威力接連倒地，但同時她的身軀會在一段時間內變得異常衰弱並失去抵抗力。
BIG MOM最廣為人知的事蹟，便是極度的嗜吃甜食，其中魚人島的特產甜點最受她的青睞。每當她因為想吃甜食而備感興奮的時候，胃酸就會狂湧不止。據魚人島龍宮王國左大臣表示，她是個可以為了零食，不惜動員攻陷一個國家的可怕人物。其熱衷甜食的程度嚴重到只要腦海浮現想吃的甜食，「貪吃症」就會開始發作，無止境地展開大規模破壞和殺戮行為，唯有吃到想吃的甜點才能遏止她的暴走行為。當她長時間處於「貪吃症」發作期間時，體型會急遽變瘦。此外她要求旗下領地固定在每個月進貢大量甜點給她；但只要該領地有一次繳不出甜點就要面臨滅國的命運。初登場的時候，某個以烘焙食品聞名的國家，正是因此遭到BIG MOM的手下縱火滅國。
為人獨裁，強勢殘忍，相當喜歡寶箱，樂衷於舉辦茶會，最討厭苦味的點心、不守承諾的人以及有人缺席她的茶會。凡是未依照她指示赴約的對象將會收到其重視之人的首級，做為殺雞儆猴的手段。其海賊團成員波哥姆斯和後來加入其麾下的卡波涅·培基更形容BIG MOM是想殺誰就不會留活口，連和她對話都形同「賭命」的可怕對象。她不僅會吃掉自己的部下（霍米茲），就連犯錯或阻止她失控的子女都不放過。對於任何試圖勸阻她的人（包括兒女）都會毫不留情地鄙視甚至是滅口，被其兒女形容為極端自私之人。由於留在海賊團裡的兒女們沒有自行做主婚姻的權利，所以仍有BIG MOM的兒女會為了尋求真正屬於自己的真愛伴侶，逃離海賊團出海前往不同的地方，例如「求婚」羅拉。此外，BIG MOM還是一個極度瘋狂的珍獸收藏家，她從世界各地取得珍奇異獸，透過其兒子蒙德爾「書」的能力關押至書中確保其收藏。
雖然面對成年人時多半會表現強勢的態度，但若是面對10歲以下的孩童，則會變得富親和力且願意為對方冒險付出。
其擴充旗下的勢力有兩個手段，其一是業界首屈一指的強大情報能力，能將其指定對象的身家、人際關係調查一清二楚。知道魯夫為海軍英雄卡普的孫子兼兩年前參與「頂點戰爭」的那名超新星，同時也知道香吉士實為賓什莫克家族的三男，且讓香吉士顧及到東海巴拉蒂廚師們性命而不得不前往赴約；另一項手段是藉著和不同男性聯姻誕下兒女，讓兒女成為海賊團的成員，藉由親子關係組成生命共同體，BIG MOM會在兒女成年後，自作主張為兒女們安排能夠為家族帶來強大實力的聯姻，若是某些聯姻牽涉深層的利益層面，甚至會在婚禮期間將聯姻對象滅口。BIG MOM非常歡迎任何人加入她的旗下，相對地任何人宣布欲退出她的旗下時，BIG MOM不會多做挽留，但無論是欲退出者或被她脅迫的對象都會被要求投擲飛鏢轉盤決定犧牲的代價，而且凡是參與擲飛鏢轉盤者必死無疑。布璃叡也曾說過BIG MOM是「來者不拒，去者不容」，任何想要任意離開其海賊團或萬國的人，無論敵我除了死沒有其他選擇。此外萬國居民每半年都需要向負責靈魂的回收及分配的「霍米茲」繳納1個月的壽命以換取自身的安全，不然就得死，意即「不給點心就索命」（英語：Leave or Life）。
BIG MOM最大的理想就是成立讓全世界所有種族及事物不分高低生活在一起的國度，她希望讓全世界所有人種都成為「家人」，且體型變得跟她一樣大，平起平坐地圍繞在飯桌旁用餐，同時也因其境內缺少的三個種族中包括與BIG MOM關係不佳的巨人族，為此她希望透過凱薩·克勞恩研究出能夠讓她的家人們全部巨大化的技術。
其海賊團的根據地設立於新世界的圓蛋糕島，和其周圍34座島嶼的這片海域稱為萬國。
海軍評價她為「據傳幼兒時期襲擊巨人村艾爾帕布的天生怪物，除了血緣其他都不相信，擁有85名子女，建立一個叫做『萬國』的奇怪國家的獨裁女王」。

## 能力

### 惡魔果實
夏洛特·莉莉是超人系「靈魂果實」能力者，只要使指定對象對其產生恐懼感，此能力者就能在接觸到對方時抽走任意年數的壽命。得到的壽命可以寄宿在各式各樣的動植物和物件內使之擬人化，成為被稱為「霍米茲」的化身，但「除了自己以外的人」和「屍體」是放不進去的，此外「霍米茲」非常害怕擁有BIG MOM強大靈魂的物件（例如BIG MOM的生命紙），以及能夠震懾、傷害、取走靈魂的力量（例如布魯克的「黃泉果實」的能力）。但因其能力發動的必要條件是得在說出靈魂咒語時讓對方心生恐懼，因此若是遇到不怕她或是將生死置之度外的人就無法抽取對方的壽命。
- 歡樂友人（或譯霍米茲）

據潘德表示，夏洛特·莉莉是操控天氣的女人，左手有白雲「宙斯」，右手有太陽「普羅米修斯」，過去曾招來風暴瞬間將敵船打入海底；但實際上白雲「宙斯」和太陽「普羅米修斯」都是她將自己的壽命灌輸在自然現象（雲朵和火焰）的「霍米茲」，在此級別的「霍米茲」還有能變成軍刀的雙角帽「拿破崙」，要是她將自身的靈魂加倍輸入，更能讓它們的體積變大、能力變強。宙斯在蛋糕島篇尾聲被威脅成為娜美的僕人，但BIG MOM仍然有影響天氣的能力；和之國篇第三幕娜美被普羅米修斯襲擊，BIG MOM短暫奪回宙斯，並另造一朵雷雲「赫拉」吞噬宙斯的身體，反讓宙斯和娜美的天候棒融合，成為後者的武器。

### 劍術
用天生的怪力，手持拿破崙軍刀使出的招術。

### 霸氣
BIG MOM擅長運用霸王色霸氣、武裝色霸氣、見聞色霸氣。其中霸王色霸氣能夠搭配叫聲產生實質的破壞力，在和之國同四皇等級的「百獸」海道的霸王色霸氣互撞時能夠讓天空產生裂開。

### 招式
- 天上之火：右手抓著普羅米修斯向敵人丟出火焰焚燒敵人。[26]
- 雷霆：左手伸進宙斯或赫拉嘴裡，附著著雷霆之力狠狠霹向敵人。[4]
- 威國：仿自巨人族，揮出強大斬擊，能嚴重破壞一座島嶼。[7]
- 皇帝劍·破破刃：拿破崙的意識由護手轉移劍刃；劍身巨大延伸，附著上普羅米修斯的火焰，對敵人揮出強烈斬擊。[27]
- 天上之夾心糖：右手抓著普羅米修斯向敵人丟出火球。
- 威鼓：將宙斯釋放的雷擊瞄準敵人後射出，對手使用可導電材質的武器時更具有自動追擊的特性。其招式發音源自印度神話的雷神「因陀羅」。[28]
- 天滿大自在天神：奧義招式，歸類為「天災」，為「威國」的強化升級版，能瞬間召喚大量雷電並賦予生命後，掃射並自動追擊敵人。[28]
- 刃母之炎：揮舞「皇帝劍」使敵人受到斬擊與焚燒。其招式名稱源自母親節。
- 霸海：與人獸形海道的合體技，威力在「霸國」之上。人獸形態的海道並排站著向前揮動他的金棒八齋戒，而BIG MOM同時揮舞著皇帝劍形態的拿破崙。兩位皇帝聯合一擊的力量創造出強大爆炸般的效果，一波快速前行的力量波，徹底摧毀了它所經過的一切；這次攻擊顯示出讓鬼島襯得矮小，而索隆即使只是試圖阻止攻擊也受了重傷。招式名字取自於日語的破壞。
- 震御雷：左手伸進赫拉嘴裡使用雷擊，其破壞力把鬼島開了一個大洞。其招式發音源自羅馬神話的閃電之神「兀兒肯」。
- 鳴光砲：普羅米修斯、赫拉與拿破崙的合體技，將赫拉化為光箭射向敵人。
- 盜竊之火：右手抓著普羅米修斯進行炎擊。其招式名稱源自希臘神普羅米修斯偷取火種的故事。
- 媽媽急襲：使用拿破崙在轉身同時向下劈砍。
- 鳴光劍：使用融合普羅米修斯、赫拉與拿破崙力量的巨大光劍進行斬擊。
- 母訪砲 三千里：從「鳴光劍」施放出的攻擊。其招式名稱源自「波動砲」與動畫「萬里尋母」。

## 劇中表現
- 童年時期

「BIG MOM」夏洛特·莉莉原為普通人類夫妻的孩子，由於天生體質異於常人，5歲時已經成為身高超過五公尺的巨型兒童，雖然當時的莉莉天真無邪、毫無害人之意，但因其體格及與生俱來的破壞性給家鄉帶來不小的損害，被獨自流放至巨人族的故鄉艾爾帕布。莉莉被曾說服海軍赦免巨兵海賊團殘黨的卡爾梅露修女收留在「羔羊之家」，被她評斷擁有海軍上將及天龍人最強盾牌的潛能，經由卡爾梅露指引和其他種族建立友誼，10個月後也逐漸被巨人族接受並成為朋友。然而在艾爾帕布迎接冬至節來臨的斷食期間前，因為莉莉食用當地名為「薩姆拉」（瑞典泡芙）的甜點，迷上此滋味無可自拔而暴食，導致她於斷食第7天時「貪吃症」發作，將該村莊遭摧毀。這場事故中，莉莉的失控導致巨人族戰士「瀑鬍子」尤爾爾重傷死亡，多數巨人族視莉莉為帶來毀滅的罪魁禍首，以致卡爾梅露被迫帶著所有羔羊之家的孩童們遷移別處。後來卡爾梅露和所有羔羊之家的孩童們為幫莉莉慶祝生日，準備薩姆拉製成的焦糖泡芙塔供其享用，莉莉因為過度感動熱淚盈眶，結果開始失去控制的暴食，待其回神時卡爾梅露等人便已不在她的眼前，僅殘留血跡和衣物於地面。
63年前修女卡爾梅露和孩子們的失蹤事件，有兩個人目睹了連莉莉都不瞭解的真相，一個是擔心羔羊之家的艾爾帕布男性巨人，事後該名面色慘白的逃跑巨人向艾爾帕布居民稟報此事，導致日後巨人族愈加仇視莉莉，甚至連她的名字都不想提起。另一名是曾經在那座島上做過海賊的廚師蘇特羅慎，他覺得這件事實在太有趣，怕放著不管莉莉會餓死而可惜，所以開始引導受此事打擊的莉莉，利用她年幼無知的夢想，就是為實現卡爾梅露生前希望建立和平之國的願望，那是一個沒有種族之分、一視同仁的王國，因為這樣的國家多了，世界就會和平。莉莉也發現她能使用卡爾梅露的「靈魂果實」能力，兩人並肩作戰建立勢力，莉莉在五歲開始被懸賞，此時普羅米修斯、宙斯也誕生了，莉莉恣意妄為、大肆破壞，並要求對方給她甜點，不然就會殺光所有不聽話的人，以建立她心目中的夢幻和平之國——萬國。而她也保留著卡爾梅露唯一的遺照以茲紀念。
- 聯姻時期

18歲的BIG MOM為鞏固旗下勢力，43年來不間斷地藉著和各類不同種族的男子聯姻，並於兒女出生後將該任丈夫逐出家族，讓兒女成為海賊團員。所有的子女皆遵守從姓夏洛特家族，不因聯姻更為姻親姓氏的規矩。然而BIG MOM對於外觀、行為、能力、表現等原因不得其喜愛的子女會毫不避諱地展現出厭惡，其第35個女兒普琳便曾因為童年時期遭BIG MOM嘲諷三隻眼的外貌，間接造成個性變得扭曲。
根據BIG MOM第22個女兒雪紡所稱，某次因緣際會，艾爾帕布的巨人族王子洛基偶然間邂逅BIG MOM第23個女兒羅拉對其一見鍾情，BIG MOM見機不可失，欲藉著安排羅拉和洛基結成政治聯姻，達到消弭和巨人族的隔閡暨取得艾爾帕布的強大軍力。但是羅拉不願讓BIG MOM主宰人生選擇逃婚，藉由BIG MOM本人的生命紙順利離境，揚帆出海成為翻滾海賊團的船長。BIG MOM試圖讓雪紡頂替羅拉反被識破，此次事件不僅導致BIG MOM和巨人族關係愈加惡化，還使得BIG MOM放棄和巨人族結盟，投入將生物體型巨大化的技術。受此事影響，BIG MOM對於逃婚離家的羅拉恨之入骨，下令包括所有子女在內禁止持有BIG MOM本人的生命紙，身為羅拉的雙胞胎姊姊雪紡更因為長相和羅拉相似而長期遭受BIG MOM家暴。後來雪紡向娜美提及此事時，表示倘若羅拉有朝一日選擇返家，BIG MOM會毫不猶豫的將她滅口，作為羅拉胞姐雪紡亦無法倖免。
40年前與四皇「百獸」海道在洛克斯海賊團共事過，有過合作關係並有恩於他，兩人已幾十年未見面了。後來兩人一見面就打了起來，但一會之後又一起把酒（甜湯）言歡並同謀大事。在26年前就掌握一塊路標歷史本文，但先後被哥爾·D·羅傑和布魯克取得拓本。

### 第一部
- 頂點戰爭篇後

馬林福特「頂點戰爭」結束後，由於原屬四皇之一的「白鬍子」艾德華·紐蓋特在戰爭中死去，於是BIG MOM在「海俠」吉貝爾的牽線下和魚人島做了交易，把BIG MOM的旗號借給魚人島，但作為幫忙守護魚人島的代價，魚人島必須在每個月貢獻10噸的甜點給她，吉貝爾與其所屬的「太陽海賊團」也歸於她的旗下。隨著吉貝爾所屬的「太陽海賊團」和海賊界11名超新星的卡波涅·培基所屬的「火戰車海賊團」陸續歸順於她的旗下，BIG MOM為了鞏固其勢力，遂將21女普萊麗芮許配給太陽海賊團副船長阿拉丁，22女雪紡許配給培基。

### 第二部
- 魚人島篇

馬林福特「頂點戰爭」結束兩年後，魯夫等人在駐留魚人島的期間，因為聽到帕帕克說明BIG MOM接管魚人島的事蹟，使得魯夫對BIG MOM一度心生嚮往，甚至期待能親自見到她。然而，作為魚人島甜品生產中心的甜點加工廠，在「魚人島事件」中遭到新魚人海賊團幹部達摩嚴重損毀，再加上龍宮王國國王尼普頓為了答謝魯夫等人擊敗新魚人海賊團拯救魚人島，特別將魚人島上剩餘的甜點心挪到慶功宴上給魯夫等人享用，導致魚人島上已經沒有多餘的點心可以進貢給BIG MOM。當時BIG MOM原本在圓蛋糕島上期待著4天後的茶會，派遣波哥姆斯和塔馬哥男爵到魚人島索取甜點但沒有結果，得知BIG MOM可以為了甜點做出極端侵略行為的魯夫對BIG MOM的作為感到憤怒。從波比口中得知魚人島沒有點心的消息後，BIG MOM氣得撥打電話蟲準備和波哥姆斯和塔馬哥男爵興師問罪，但魯夫反而接起電話蟲，大聲承認自己吃光了魚人島剩下的所有點心；塔馬哥男爵從中轉述前幾天被「船長」尤斯塔斯·基德擊沉兩艘海盜船的消息，試圖說服BIG MOM接受魯夫利用財寶賠償的補救措施，反被BIG MOM斥責辦事不力，最終BIG MOM決定將矛頭轉到魯夫等人身上，魯夫就趁機對BIG MOM下戰帖，揚言到時候要在新世界打敗她，並將魚人島歸劃為自己的領地，她也同時接受魯夫的挑戰，並告訴魯夫：「你到新世界來吧！」
- 多雷斯羅薩篇和佐烏篇

多雷斯羅薩事件落幕後，派遣手下波克姆斯和培基追緝收了她大量科研費的凱薩和結下恩怨的草帽海賊團。她派遣手下將指名賓什莫克家族的香吉士和自己家族35女普琳結婚的茶會請帖交給歸順旗下的培基，命令他轉交至香吉士的手裡。BIG MOM之所以安排這樁聯姻，實為藉此聯姻取得賓什莫克家族組成「杰爾馬66」的複製人軍團和科技技術，甚至為了獨佔技術欲趁著婚宴期間一舉將賓什莫克家族全數滅口。
- 圓蛋糕島篇

在魯夫一行人抵達萬國前夕，BIG MOM因為「貪吃症」再度發作，為了吃到焦糖泡芙塔，使她在圓蛋糕島的甜點城鎮展開大規模的破壞行動，她的16子摩斯卡特見狀，出面命令廚師盡速準備食材製作焦糖泡芙塔和協助疏散居民，但卻因為過於恐懼而逃跑，被陷入瘋狂暴走狀態的BIG MOM抽走40年壽命而昏厥。所幸吉貝爾即時將焦糖泡芙塔塞進其嘴裡後，解決其症狀，而後在吉貝爾告知欲退出其海賊團旗下時，要他以飛標轉盤來決定退出所要付出的代價，但因吉貝爾從轉盤上察覺到不尋常而沒有擲出飛標。她亦命令收下了她提供大量科研費的凱薩要在兩週之內做出能將任何人種巨大化的「巨人藥」，並在獲知其10子慨烈卡敗給魯夫的消息，令其他子女和旗下士兵組成復仇隊伍討伐魯夫和娜美。香吉士為保住同伴的性命和顧及普琳的幸福，向BIG MOM提出「讓草帽海賊團全員安全離開托特蘭，自己願意留下和普琳結婚」的交涉條件，使BIG MOM稱一筆勾銷先前和草帽海賊團的過節。
BIG MOM帶領杰爾馬66（香吉士的父親和其兒女）參觀其收藏的種族圖鑑，被問及萬國唯獨不見巨人族時臉色大變。她抽空會見被19子蒙德爾囚禁的魯夫和娜美，娜美這時向她轉告蘿拉依舊健在的消息，她在震怒之下道出過去羅拉拒絕其安排的關鍵性政治聯姻，不僅逃婚離家出走，還讓原本能夠擊潰其他四皇的機會從中溜走，因此追問羅拉的下落要將其滅口。魯夫聞言，道出羅拉僅是拒絕一樁婚姻，斥責BIG MOM沒深究自己實力不足才沒能成為海賊王，反將責任推諉給羅拉，但BIG MOM不予理會。後來在『寶物房』裡和警備保護歷史本文的14女斯姆吉會面，親自逮住為了取走歷史本文而闖進寶物房的布魯克，欲將其納為自己的「珍奇異獸」蒐藏品，但被娜美等人趁其就寢時成功救走布魯克。
婚禮茶會當日出面主持茶會，接受各方地下界賓客的賀禮，宣稱要於婚禮落幕後，於眾賓客面前打開先前從魚人島取得的玉手箱。但是暗殺賓什莫克家族的計畫，因為香吉士揭開普琳的頭紗時，讚嘆普琳的眼瞳之美令其震驚哭泣而跟著被打亂，BIG MOM示意主持婚禮的神父狙擊香吉士，BIG MOM次子夏洛特·卡塔克利也逕自從旁狙擊，但兩者的狙擊皆被香吉士避開。隨著婚禮暗殺計畫曝光、魯夫等人利用BIG MOM八女夏洛特·布璃叡的能力闖進會場暨製造分身破壞婚禮蛋糕、吉貝爾現身宣布退出旗下加入魯夫等人的消息，憤怒的BIG MOM發動靈魂咒語，要求吉貝爾做出退出前的了斷（選擇留下或犧牲生命），見吉貝爾無畏於她的靈魂咒語後，轉令身邊的普羅米修斯和宙斯解決吉貝爾，一時不察遭布魯克破壞恩人卡爾梅露修女的相片，加著魯夫將被破壞的照片端至其面前，因而當場崩潰發狂，釋放出結合霸王色霸氣的吼聲，令現場多數人頓時陷入昏迷。草帽海賊團、火戰車海賊團、凱洛特、佩特羅、凱薩等人暗殺BIG MOM的計劃，因為BIG MOM的怒吼導致刺殺用的火箭炮被破壞，連同凱薩帶來配合BIG MOM八女夏洛特·布璃叡「鏡面果實」能力用來逃脫的鏡子，遭怒吼產生的風壓碎裂而宣告失敗。主導暗殺計劃的火戰車海賊團長卡波涅·培基見情勢惡化，發動「城堡果實」最強型態「大頭目」掩護草帽海賊團、火戰車海賊團、凱洛特、凱薩、杰爾馬66等人暫時躲進體內，隨後培基遭BIG MOM長子裴洛斯培勒和次子卡塔克利用果實能力限制行動及堵住砲管。
清醒的BIG MOM得知培基謀反，不停攻擊對方，偕同子女和旗下成員擊敗負責爭取時間的魯夫、香吉士、杰爾馬66，正欲處決魯夫等人時，掉落城外地面的玉手箱因為受強烈衝擊而遭引爆，炸毀BIG MOM等人所在的城堡。雖然蘇特羅慎及時運用「食食果實」能力將倒塌的城堡變成巨型蛋糕，令眾人逃過一劫，但由於BIG MOM未能嚐到結婚蛋糕，導致「貪吃症」再度發作。BIG MOM在長子裴洛斯培勒的刻意引導下，追擊草帽海賊團暨奪取特製蛋糕，中途被堅果島的香氣吸引，直赴堅果島展開破壞行動。為了追捕魯夫，偕同旗下成員與子女追擊草帽海賊團，動手破壞千陽號的部分船身與草帽海賊團交戰。其後培基載著香吉士、雪紡、普琳等人製作的特製蛋糕和草帽海賊團短暫會合，被特製蛋糕香氣吸引的BIG MOM轉而尾隨培基等人的海賊船抵達鬆軟島（火戰車海賊團的海賊船亦因受普羅米修斯的高溫與全力加速的影響而損毀），將特製蛋糕全部吃完，恢復正常後，與其旗下成員和子女協手迎擊草帽海賊團、杰爾馬66與太陽海賊團。
- 世界會議篇

圓蛋糕島事件落幕後，BIG MOM閱報獲知魯夫被報導為圓蛋糕島事件的贏家而氣憤不已。不久致電給四皇「百獸」海道試圖以過去的恩情要求將魯夫交給她殺掉且不得插手，亦表示自己也將出發前往和之國，然而被海道拒絕還被恐嚇，但BIG MOM完全不為所動，表示自己不是來商量而是來提醒，與此同時海軍從中竊聽他們的對話。
- 和之國篇

為了向草帽海賊團報仇雪恨和奪回宙斯，率領兒女乘著「女王·媽媽·聖歌號」正攀上瀑布，準備登入和之國時，船隻被百獸海賊團招牌大將「火禍」KING踢下瀑布。順著河流上岸後，被喬巴、桃之助、小玉、小菊發現其失憶，個性大变反常像一个幼女，變得溫柔可愛有禮貌且仍舊喜愛甜食卻忍著不吃過量，思食失控症似乎也没有发作。將頭髮梳成髮髻，化名「玲子(阿玲)小姐」，騎著被她馴服的大蜥蜴，與喬巴等人一同前往「兔丼」，途中聊天時覺得「破落鎮」的居民很好心，一邊忍著飢餓流口水邊看著喬巴，與小玉說起好吃的小豆湯。終於抵達後，因為想跟破落鎮居民分享小豆湯再加上QUEEN的挑釁將其重摔在地，得知是魯夫吃完小豆湯，並將怒火發在其身上，輕易將魯夫、豹五郎打進牆壁後，開始追擊魯夫並到處破壞監獄，被QUEEN使計攻擊頭部，想起兒女的呼喚並恢復記憶，認出QUEEN後昏倒，被綑綁起來送往鬼島。清醒後百獸海賊團拿甜點讓其享用，欲招攬KING以補足萬國缺少的三個種族之一，但遭KING直接拒絕。海道下令解開手銬的那一刻，即與海道開打，雙方勢均力敵打了一天一夜，決定暫時休兵組成同盟，與百獸海賊團聯手拿下世界後再來廝殺。
金色神樂當天，與待在瀑布其海賊團子女們聯絡上，換著參加宴會的和服的時候，無意間發現喬巴和騙人布追殺其。隨後與海道於頂樓聯手對抗海賊團船長及副手五人，但被他們用計分離落下，在追擊他們的期間偶遇娜美、小玉、狛千世，透過小玉得知破落鎮被海道手下摧毀的消息，憤而出拳攻擊飛六胞成員之一的培濟萬，隨後被基德與羅聯手對抗。
與兩人展開最終決戰時，企圖奪走周遭人物的壽命，但是對兩人無效。然後基德持續以電磁砲攻擊使得地面塌陷，她就此掉進兩人聯袂攻擊所炸出的大洞，墜落至鬼島底部，途中經過軍火庫且順勢帶走火焰妖怪「火全坊」及所有炸藥，在回憶起羅傑遺言的含義後，受到火全坊點燃炸藥所引起的爆炸而戰敗，與「百獸」海道雙雙被地底的岩漿淹沒。

## 備註
1. ↑  藤田淑子自動畫版《ONE PIECE》萬國篇起，將BIG MOM一角交給小山茉美代役，本人則於2018年12月28日因浸潤性乳腺癌病逝。
2. ↑  在原作漫畫中，人物外號為日文，但其官方的羅馬拼音卻曾出現兩個版本。在《ONE PIECE》公式導覽手冊GREEN內四皇的介紹中，其名號的羅馬拼音為「BIG·MOM」；但在其後的漫畫第610話中，帕帕克引述此名號時，漫畫中卻用了「BIG·MAM」的拼音。而在台灣版漫畫單行本第66集已確定修正為「BIG·MOM」，但在漫畫73卷後，又開始用「BIG·MAM」（動畫也是，像台視表示，台視說會去跟日本反映），漫畫82卷時，再度恢復「BIG MOM」。
3. ↑  動畫版因為媒體尺度，在呈現此段劇情時地面未出現血跡。